# Solen var vidne
Solen var vidne (på engelsk Evil Under the Sun) er en roman af Agatha Christie, offentliggjort for første gang i Storbritannien af Collins Crime Club i juni 1941  og i USA af Dodd, Mead and Company i oktober samme år .

## Plot
En stille ferie på en afsondret hotel i Devon, er alt hvad Hercule Poirot ønsker, men idyllen forstyrres af en smuk og forfængelig kvinde, der tilsyneladende uvidende om sin egen mands følelser, flirter med en anden, gift mand. Scenen er klar til mord. Bogen er et intens trekantsdrama med mange sidespor. Pointen er den samme som i novellen Trekanten på Rhodos fra Mord i smøgen.

## Film og tv
Evil Under the Sun var den anden film med Peter Ustinov i rollen som Poirot, efter debuten i Death on the Nile.
Romanen er en af afsnittene i Agatha Christie's Poirot med David Suchet, indspillet i 2001. Arthur Hastings og James Japp har betydelige roller i tv-udgaven, men er ikke figurer i bogen. Der er også mange andre ændringer i forhold til bogens handling. På dansk hedder afsnittet "Mord i solen". Det er vist flere gange på DR1.

## Danske udgaver
- Carit Andersen; 1946.
- Carit Andersen (De trestjernede kriminalromaner); 1966.
- Forum Krimi (Agatha Christie, bd. 34); 1974.
- Wøldike; 1982. Ny titel: Mord i solen.